# Majoreros
Majoreros, gelegentlich auch, ebenso wie die Ureinwohner Lanzarotes, Majos  genannt, waren die Ureinwohner der Insel Fuerteventura. Die erste Anwesenheit von Menschen auf den Kanarischen Inseln ist für das 10. Jahrhundert v. Chr. nachgewiesen. In der Zeit vom ersten Jahrhundert v. Chr. bis zum dritten Jahrhundert n. Chr. bestanden enge Beziehungen zu Rom oder zu den unter römischem Einfluss stehenden Gebieten Nordafrikas. Diese Verbindungen brachen im Lauf des 4. Jahrhunderts n. Chr. vollkommen ab. Seit dieser Zeit lebten die Majoreros ohne Kontakte zu den anderen Inseln. In den folgenden etwa 1000 Jahren entwickelten sie eine eigene Kultur. Nach der Unterwerfung der Ureinwohner unter die Herrschaft der Krone von Kastilien im 15. Jahrhundert wurden die Majoreros durch verschiedene Maßnahmen der neuen Herrscher als eigenständige Ethnie ausgelöscht.

## Erste Besiedlung der Insel Fuerteventura
Wenige Forscher bestreiten heute die Herkunft der vorgeschichtlichen Kulturen der Inselgruppe von den Berbern oder Nordafrikanern. Die Kontroverse hat sich auf die Zeit und die Gründe für die Besiedlung der Inseln verlagert. Als ein Modell für die Erklärung der Besiedlung der Kanarischen Inseln wurde seit etwa 1980 die „hipótesis mediterránea“ (mittelmeerische Hypothese) entwickelt. Darin wird die Theorie vertreten, dass die ersten Protagonisten der Besiedlung der kanarischen Inselgruppe phönizisch-punische Seefahrer waren, die Siedlergruppen aus dem „Círculo del Estrecho“ auf die Inseln brachten. Als „Círculo del Estrecho“ wird die ausgedehnte geopolitische Zone bezeichnet die sich über den äußersten Süden der Iberischen Halbinsel und den westlichen Teil der nordafrikanischen Küste am Übergang des Atlantischen Ozean zum Mittelmeer erstreckt. Die Besiedlung war keine einmalige Aktion, sondern ein kontinuierlicher Vorgang, der sich am Ende auf alle Inseln erstreckte. Die Herkunft der Siedler war vermutlich nicht einheitlich. Dafür sprechen die, bei ethnologischen und genetischen Vergleichen von archäologischen Funden festgestellten Unterschiede in der Zusammensetzung der Bevölkerung. Die ältesten durch Radiokarbonmethode nachgewiesenen Funde für Anwesenheit von Siedlungen auf der Insel Fuerteventura stammen allerdings erst aus dem 3. Jahrhundert n. Chr.
Auf der etwa zwei Kilometer nördlich von Fuerteventura gelegenen Insel Lobos wurden Reste einer Purpurwerkstatt gefunden. Das deutet auf enge Wirtschaftsbeziehungen zwischen den Kanarischen Inseln und römischen bzw. den römisch beherrschten Gebieten Afrikas während des 1. Jahrhunderts v. Chr. und dem 1. Jahrhundert n. Chr. hin. Die Einbeziehung der Kanarischen Inseln in den mittelmeerischen Wirtschaftsraum endete im 3. Jahrhundert n. Chr.
Da die Inselbewohner keine nautischen Kenntnisse hatten und auch keine Werkzeuge besaßen, um seegängige Schiffe zu bauen, gab es keine Kontakte der Inseln mit Europa. Auch der Kontakt zwischen den Inseln war nicht mehr möglich. In der Zeit, bis etwa ins 14. Jahrhundert, gerieten die Kanarischen Inseln in Europa in Vergessenheit. Auf den einzelnen Inseln entwickelten sich auf der gemeinsamen Grundlage eigenständige Kulturen, die sich in Sprache, künstlerischen Ausdrucksformen, Religion und Sozialordnung unterschieden.

## Aussehen
Die wenigen bisher auf der Insel Fuerteventura gefundenen menschlichen Überreste lassen keine allgemeinen wissenschaftlich gesicherten Aussagen über das Aussehen und die Größe der Majoreros zu. In den Beschreibungen der Besucher der Inseln im 14. und 15. Jahrhunderts werden sie als auffallend groß beschrieben. Das bedeutet, dass sie vermutlich größer waren als die berichtenden Franzosen und Kastilier. Wie bei den Ureinwohnern der anderen Inseln kann man davon ausgehen, dass die Ureinwohner Fuerteventuras in Einzelfällen auch hellere Haare hatten. Während die Ureinwohner in den ersten Berichten meist als weitgehend nackt beschrieben wurden, nimmt die Menge der angegebenen Bekleidung aus Fellen und Leder mit dem zeitlichen Abstand zu den ersten Kontakten zu den Europäern zu.

## Sprache
Die Sprache der Majoreros unterschied sich von den Sprachen auf den anderen Inseln zum Teil so erheblich, dass die als Dolmetscher eingesetzten Ureinwohner einer Insel auf einer anderen Insel nicht verstanden wurden. Spätestens am Ende des 16. Jahrhunderts wurde diese Sprache nicht mehr gesprochen. Einzelne Worte blieben auf Fuerteventura durch Ortsnamen und Bezeichnungen für endemische Pflanzen erhalten.

## Gesellschaft

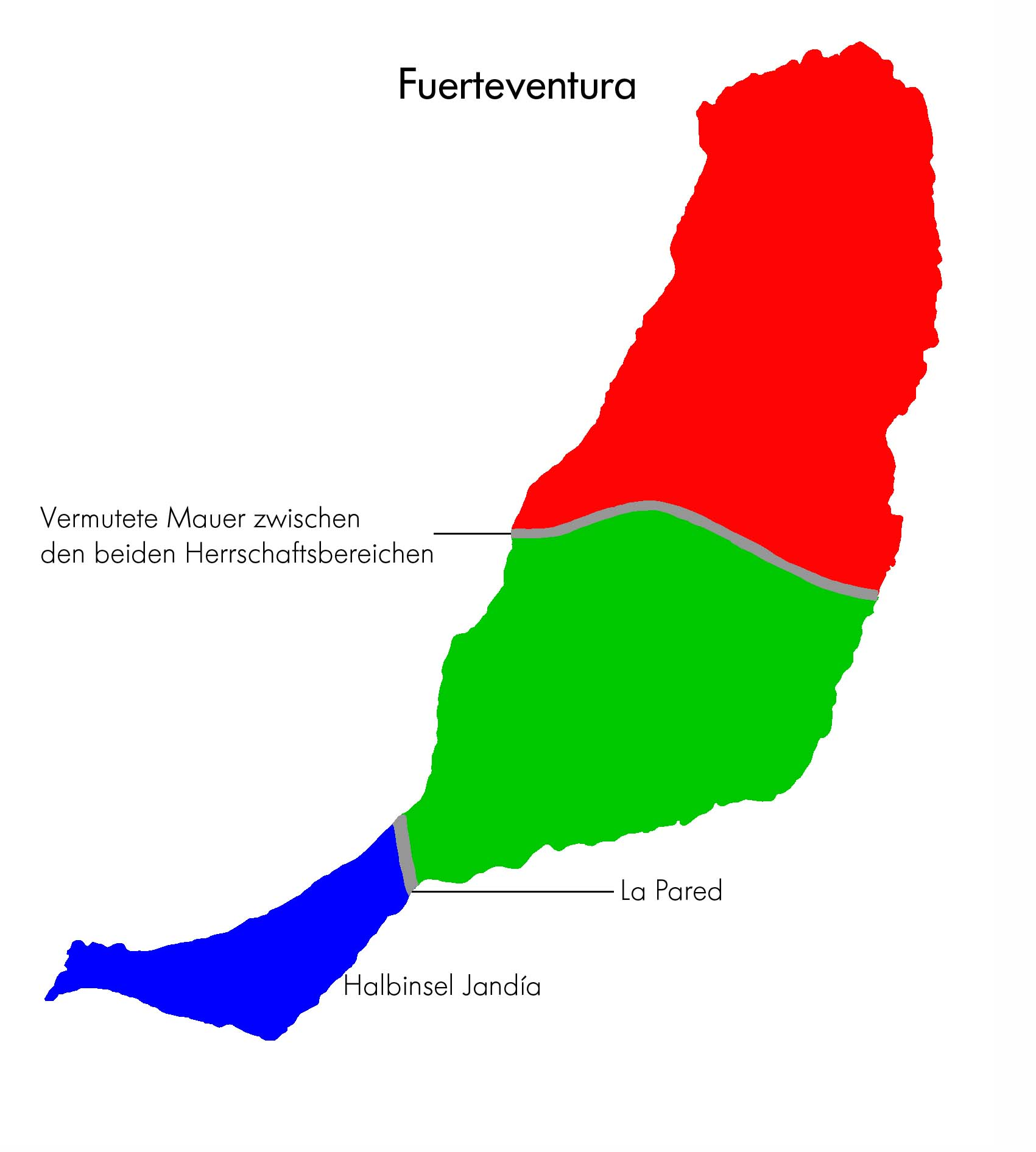
Aufteilung der Insel Fuerteventura in zwei Herrschaftsbereiche und die Halbinsel Jandía

Die Insel Fuerteventura soll zu Beginn des 15. Jahrhunderts in einen nördlichen und einen südlichen, von unabhängigen Herrschern regierten Herrschaftsbereich getrennt gewesen sein. Die Grenze verlief vermutlich vom Barranco de la Torre auf der Ostseite der Insel zum Barranco de la Peña auf der Westseite. Überreste einer Mauer, von der Juan de Abreu Galindo im 17. Jahrhundert berichtete, konnten bisher nicht gefunden werden. Die Bedeutung der archäologisch nachgewiesenen Mauer von Jandía, die die Halbinsel Jandía vom Rest der Insel trennte, ist nicht restlos geklärt.

## Religion
Über die religiösen Vorstellungen der Majoreros sind in den Chroniken des 14.–16. Jahrhunderts nur wenige Einzelheiten zu finden. Aus archäologischen Funden, die offenbar astronomische Markierungen darstellen, können kaum Rückschlüsse gezogen werden. Welche Bedeutung die Podomorfos (Felszeichnungen in Form von Füßen) von Tindaya hatten, ist nicht geklärt. Ein erster Bericht über zwei Frauen, die für die religiöse Praxis der Majoreros von Bedeutung gewesen sein sollen, stammt aus dem Jahr 1588 von Leonardo Torriani. Als Priesterinnen stellten sie den Kontakt zu den Vorfahren und den Göttern her. Sie machten Prophezeiungen und leiteten die Zeremonien und Riten. Sie sollen aber auch die gemeinsamen Mittel der Ureinwohner verwaltet haben. Sie hatten ein großes Ansehen bei den Majoreros und setzten dieses auch ein um Streit zu schlichten.

## Wohnstätten
Die Anzahl natürlicher Höhlen ist auf Fuerteventura geringer als auf anderen Inseln. Die, von denen bekannt ist, dass sie als Wohnstätten genutzt wurden, sind nicht sehr groß. Außer einer kleinen Trockenmauer am Eingang wurden kaum Veränderungen vorgenommen. Es gab auch freistehende Gebäude aus Trockenmauern, die in Gruppen zusammen errichtet wurden. Sie hatten einen kreisförmigen oder elliptischen Grundriss mit einem Durchmesser von 1,5 bis 2 m und einer Höhe von 60 cm bis 1,5 m. Die Dächer bestanden aus mehreren Lagen von Steinen, die eine Kragkuppel bildeten.

## Wirtschaft und Ernährung
Die Grundlage der Wirtschaft war die Haltung von Ziegen und Schafen. Es wurde nicht nur die Milch, das Fleisch und das Fett gebraucht, sondern auch die Felle, die Knochen, die Hörner und die Sehnen.
Das Vorhandensein verschiedener Arten von Mühlen und Mörsern deuten auf die Verarbeitung pflanzlicher Lebensmittel hin.
Tierhaltung
Nach den Vermutungen im „Le Canarien“ gab es zur Zeit der Eroberung etwa 60.000 Ziegen und Schafe auf der Insel. Ein Teil der Tiere lebte nahe der Wohnungen der Majoreros. Sie gaben die Milch für den direkten täglichen Gebrauch. Ein weiterer Teil wurde in Herden auf Weiden geführt. Sie lieferten die Milch für die Herstellung von Käse und einen großen Teil des Fleisches, der Felle usw. Darüber hinaus gab es nahezu wild lebende Tiere in Gebieten mit sehr geringem Pflanzenwuchs. Diese Tiere wurden meist einmal pro Jahr gefangen und markiert oder geschlachtet. Verschiedene Hinweise bestätigen das Vorhandensein von schwarzen Wildschweinen die frei in den Bergen von Jandía lebten ebenso andere, die in Ställen gehalten wurden.
Ackerbau
Das Betreiben von Landwirtschaft zusammen mit einer intensiven Tierhaltung erscheint unvereinbar, da es ein System der ständigen Aufsicht erfordert. Es wird angenommen, dass die Bevölkerung die Landwirtschaft kannte, aber wegen der extensiven Viehhaltung darauf verzichtete. In der Chronik Le Canarien wird angegeben, dass sich die Bevölkerung nur von Fleisch und Milch ernährte. Ein Teil der Ernährung bestand aus den Früchten der Kanarischen Dattelpalme.
Jagd
Auf der Insel gab es außer einigen Vögeln oder Eidechsen kein jagdbares Wild. Es wird allerdings nicht ausgeschlossen, dass es zeitweise an den Stränden Fuerteventuras Mönchsrobben gegeben hat.
Fisch und Meeresfrüchte
An vielen Stellen gefundene Reste zeigen, dass die Majoreros auch Muscheln, Krebse und andere Meerestiere sammelten und eine, wenn auch bescheidene, Strandfischerei betrieben.

## Artefakte
Keramik
Bei der Keramik der Majoreos zeigt sich eine außerordentliche Vielfalt im Bezug auf die Ausmaße, Formen und Dekorationsmotive. Die erste Gruppe von Gefäßen hatte ein Fassungsvermögen das z. T. über 25 Litern lag. Diese Gefäße wurden für die Lagerung von Lebensmitteln verwendet. Sie konnten mit einem flachen Stein verschlossen werden. Ein großer Teil dieser Gefäße war so dekoriert, dass sich waagerechte Bänder mit feinen Einschnitten nur im oberen Bereich befanden der, wenn das Gefäß zur Hälfte eingegraben war, gesehen werden konnte. Die Größe der Gefäße der zweiten Gruppe, die für den täglichen Gebrauch bestimmt waren schwanken zwischen 1 und 3 Litern. Sie zeigen die größte Vielfalt an Dekorationen. Es wurden auch wenige kleine Gefäße gefunden, die nur wenige Milliliter bis zu maximal 0,1 Liter fassten.
Stein
Da es auf den Kanarischen Inseln keine nutzbaren Metallerzvorkommen gibt, wurden die Schneidwerkzeuge der Majoreros in erster Linie aus Feuerstein hergestellt. Einige Mühlen aus Stein deuten darauf hin, dass die Ureinwohner auch Körner oder getrocknete Wurzeln gemahlen haben.

## Petroglyphen
Auf Fuerteventura wurden an verschiedenen Stellen Petroglyphen gefunden. Obwohl es keine sichere Methode der Altersbestimmung gibt, geht man heute davon aus, dass sie von den Majoreros geschaffen wurden. Allgemein ist es auf Fuerteventura relativ schwierig, die Paneele der Ureinwohner von denen neueren Datums, aller Wahrscheinlichkeit nach aus der Zeit direkt nach der Eroberung, zu trennen.
Die Insel Fuerteventura ist der Schwerpunkt der Fundstellen von Podomorfos auf den Kanarischen Inseln sowohl im Bezug auf die Menge der Fundstellen als auch auf die Anzahl der jeweiligen Darstellungen. Die Fundstelle mit der größten Anzahl von Podomorfos ist in der Montaña de Tindaya auf dem Gebiet der Stadt La Oliva. Es gibt dort mehr als 217 Umrisse von Füßen auf 52 Paneelen.
Bis zum Jahr 2014 wurden auf der Insel Fuerteventura acht Felsbildstationen mit Felsinschriften gefunden. Bei ihnen ist das Vorhandensein zweier Schrifttypen, wie sie sonst nur auf Lanzarote vorkommen, von besonderer Bedeutung.

## Vernichtung der Kultur
Die Kultur, die Majoreros in den mehr als tausend Jahren der Abgeschiedenheit geschaffen hatten, erhielt im 14. Jahrhundert durch die Angriffe der Europäer, die die Ureinwohner als Sklaven verschleppten, erste Veränderungen. Die Bevölkerung zog sich aus den strandnahen Gebieten zurück. Bei seinem ersten Besuch der Insel im Jahr 1402 erforschten Gadifer de La Salle und seine Leute erfolglos während acht Tagen die Insel Fuerteventura ohne Einwohner zu treffen oder Lebensmittel zu finden. Erst später konnten die Franzosen Kontakte zu den Majoreros aufnehmen und ohne größere militärischen Auseinandersetzungen, für die die Anzahl der Europäer viel zu gering war, unterwerfen und zum christlichen Glauben bekehren. Die Angaben in den zwei Varianten der Chronik „Le Canarien“ weichen bei der Beschreibung der Taufe der „Könige“ von Fuerteventura etwas voneinander ab. Sicher ist allerdings, dass spätestens im Januar 1405 die maßgebenden Personen der Insel getauft waren.
Bei der Aufteilung der Bodenflächen der Insel unter der neuen Herrschaft wurden die Ureinwohner berücksichtigt. Die Bevölkerung bestand in der Mitte des 15. Jahrhunderts aus den Majoreros, dazu kamen neue Siedler, von denen einige aus der Normandie stammten, der größte Teil aber von der iberischen Halbinsel. Die Wirtschaft basierte nicht mehr auf der Selbstversorgung der Bevölkerung durch Tierhaltung. Am Anfang stand der Export von Orseille und einigen Produkten der Viehzucht wie Fellen, Fett usw. an erster Stelle. Bald bildete sich eine Wirtschaft heraus, die auf der Selbstversorgung mit landwirtschaftlichen Produkten (insbesondere Getreide) beruhte. Nach einiger Zeit wurde mehr Getreide produziert als auf der Insel verbraucht wurde. Ähnlich verhielt es sich bei der Tierhaltung, deren Überschüsse nach Kastilien exportiert wurden. Diese wirtschaftlichen Veränderungen verliefen gleichzeitig mit starken Veränderungen in der Sozialstruktur der Gesellschaft. Kastilisch wurde allgemeine Umgangssprache. Alte „heidnische“ Vorstellungen und Gebräuche der Majos wurden durch christliche ersetzt. In der Mitte des 15. Jahrhunderts begannen die Herren der Inseln damit Sklaven auf dem afrikanischen Festland zu fangen und auch auf die Insel Fuerteventura zu bringen. Als nach der Eroberung der Inseln Gran Canaria, La Palma und Teneriffa eine große Zahl der bisherigen Bewohner Fuerteventuras es vorzogen auf diese Inseln zu ziehen, wurde die Lücke durch diese neue Bevölkerungsgruppe der Mauren (Moriscos) ersetzt. Ihre getauften Nachkommen wurden auf den Kanarischen Inseln nicht, wie auf dem Gebiet der Halbinsel, im Jahr 1609 ausgewiesen. Sie bildeten als am Ort geborene Einwohner (Naturales) ein weiteres Element, das die Kultur der Insel Fuerteventura beeinflusste.